# Städtische Volksbibliothek und Lesehalle Charlottenburg
Die Städtische Volksbibliothek und Lesehalle Charlottenburg in Berlin-Charlottenburg war die erste öffentliche Leihbibliothek in Deutschland nach dem aus den USA und Großbritannien stammenden Ideal der „Public Libraries“. Beeinflusst von dieser Maxime bildete sich in den 1890er Jahren in Deutschland die Strömung der Bücherhallenbewegung. Danach sollte der Allgemeinheit eine qualifizierte Bildung und damit ein menschenwürdigeres Leben ermöglicht werden. In den USA existierten im Jahr 1875 bereits über 2000 solcher Bibliotheken, während in Deutschland die Bücherhallenbewegung noch in den Kinderschuhen steckte.

## Geschichte

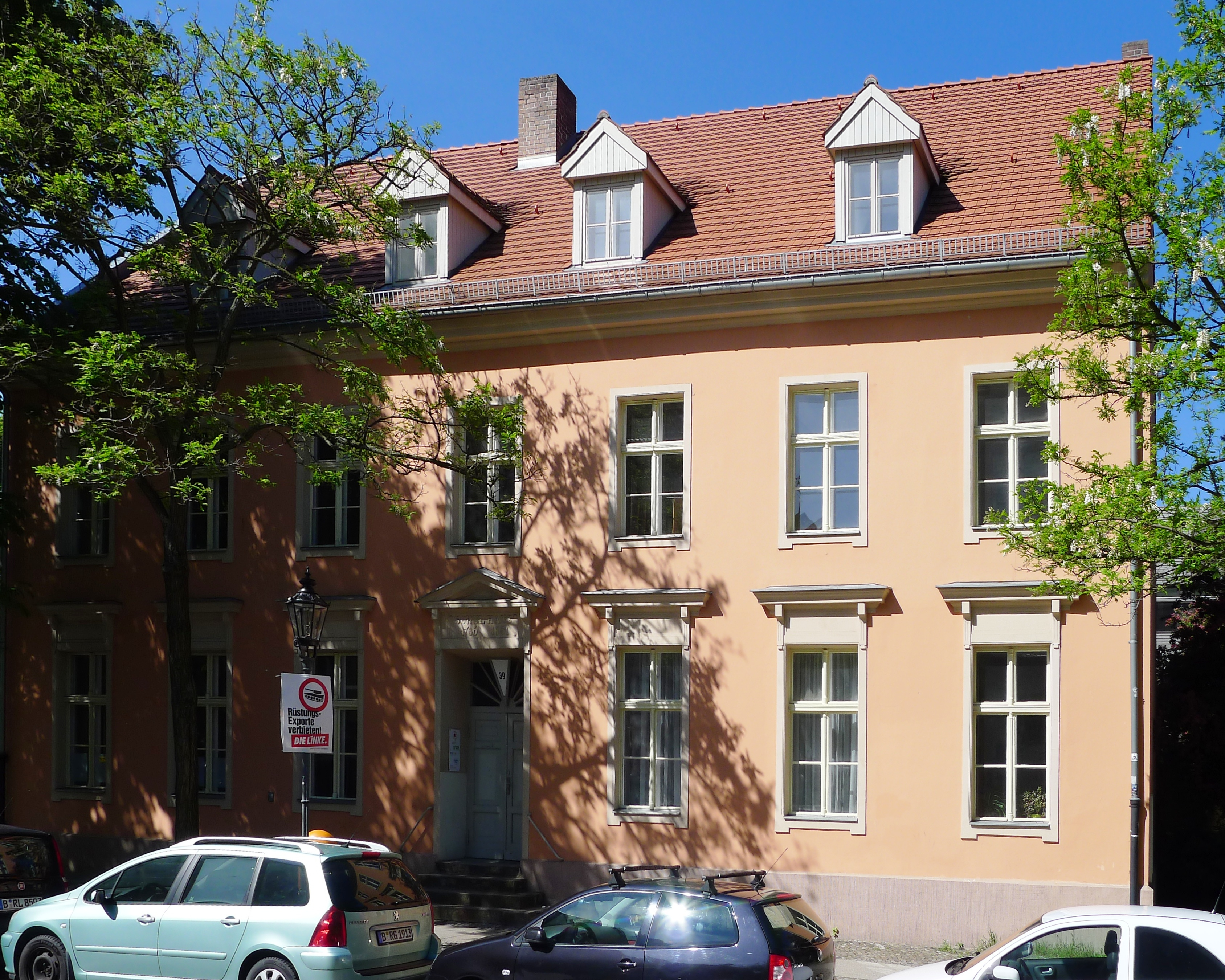
Erster Standort der Volksbibliothek: Altes Schulhaus in der Gierkezeile 39

Eine solche Institution in Charlottenburg zu schaffen, bemühte sich seit März 1896 ein „Comité für die Errichtung einer öffentlichen Lesehalle“, dem u. a. Stadträte, Stadtverordnete und Bibliothekare angehörten. Dabei sollte die Leitung und Betrieb der Bibliothek durch einen wissenschaftlich vorgebildeten Bibliothekar erfolgen. Die Auswahl der Bücher sollte breit gefächert und für alle Bevölkerungskreise interessant sein. Wichtig für die Zugänglichkeit waren zweckmäßigen Räumlichkeiten in zentraler Lage. Es sollte sowohl Ausleihmöglichkeiten als auch eine Lesehalle geben. Das Angebot sollte für alle frei und ohne bislang übliche Formalitäten möglich sein.
Das Comité hatte für den Fall, dass die Stadt Charlottenburg eine solche Einrichtung schafft, Spenden für Bücher in Höhe von 23.000 Mark aufgetrieben. Zu diesem Zweck hatte der Verlags-Kunsthändler Werckmeister eine Stiftung gegründet. Nachdem im Jahr 1896 bereits eine herkömmliche Volksbücherei eingerichtet worden war, wurde am 3. Januar 1898 im ehemaligen Schulhaus in der Kirchstraße 3/5 (heute Gierkezeile 39) mit der städtischen Volksbibliothek mit Ausleihe und Lesehalle eine kommunale Bücherhalle eröffnet.

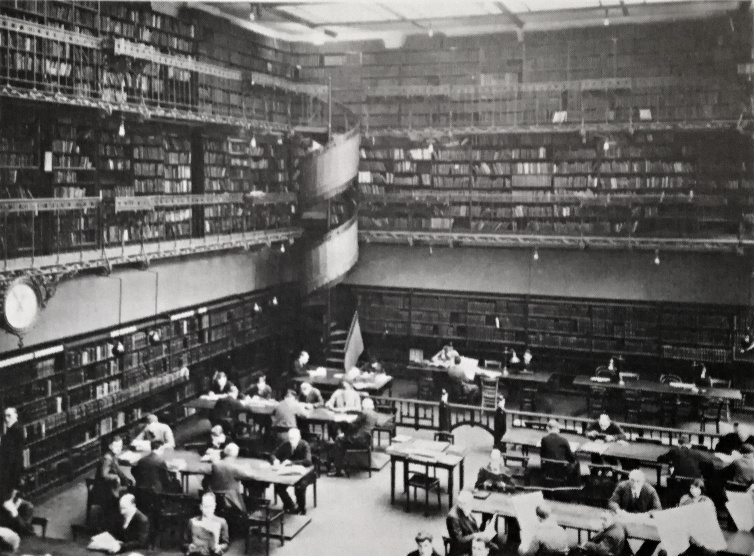
Blick in die Lesehalle (vermutlich kurz nach der Eröffnung)

Aufgrund der großen Nachfrage und der steigenden Anzahl an Büchern wurden die Räumlichkeiten dort aber bald zu eng. Im Jahr 1899 wurde daher der Bau eines neuen eigens dafür geschaffenen Gebäudes beschlossen. Am 9. September 1901 wurde im Quergebäude der Kunstgewerbe- und Handwerkerschule in der Wilmersdorfer Straße (heute Eosanderstraße 1) die „Städtische Volksbibliothek und Lesehalle“ neu eröffnet. Der Bücherbestand betrug zu dieser Zeit rund 20.000 Bände, der Jahresetat wurde von Zeitgenossen auf 11.200 Mark geschätzt. Geöffnet war die Bibliothek täglich von 10–13 Uhr (auch Sonntags) sowie Mo–Sa zusätzlich auch von 17–21 Uhr, sodass auch Werktätige die Bibliothek nutzen konnten.
In seinem Reiseführer schreibt Rückstedt 1904 nicht ohne Stolz: „Hinter [der Kunstgewerbe- und Handwerkerschule] befindet sich die reichausgestattete Lesehalle und Volksbibliothek. Es verlohnt sich, diesen kleinen Abstecher zu machen und den herrlichen Lesesaal [...] zu besuchen. Der ganze, gewaltige Raum reicht durch zwei Geschosse. Zwei Galerieen ringsum gestatten den Zugang zu den reichen Schätzen, die hier in den Wänden in hohen Regalen aufgespeichert stehen. Der Lesesaal enthält eine so reiche Handbibliothek aller Wissensgebiete, wie man sich nur wünschen mag und dazu eine umfassende Auswahl von belletristischen Büchern und Zeitschriften.“
Diese Einrichtung – Hauptbibliothek und Lesehalle – richteten noch Lesehallen-Filialen in der Wormser Str. 6a und in der Danckelmannstr. 49 ein. Und sie bestanden nach dem Ersten Weltkrieg an gleicher Stelle weiter. 
Im November 1943 wurde das Gebäude beim Bombardement von Charlottenburg schwer getroffen und brannte völlig aus. Die erhaltenen Bestände wurden 1944 in einer Zweigstelle in der Sybelstraße 2–4 im Gebäude der heutigen Sophie-Charlotte-Oberschule und 1948 im Rathaus Charlottenburg untergebracht.

## Architektur

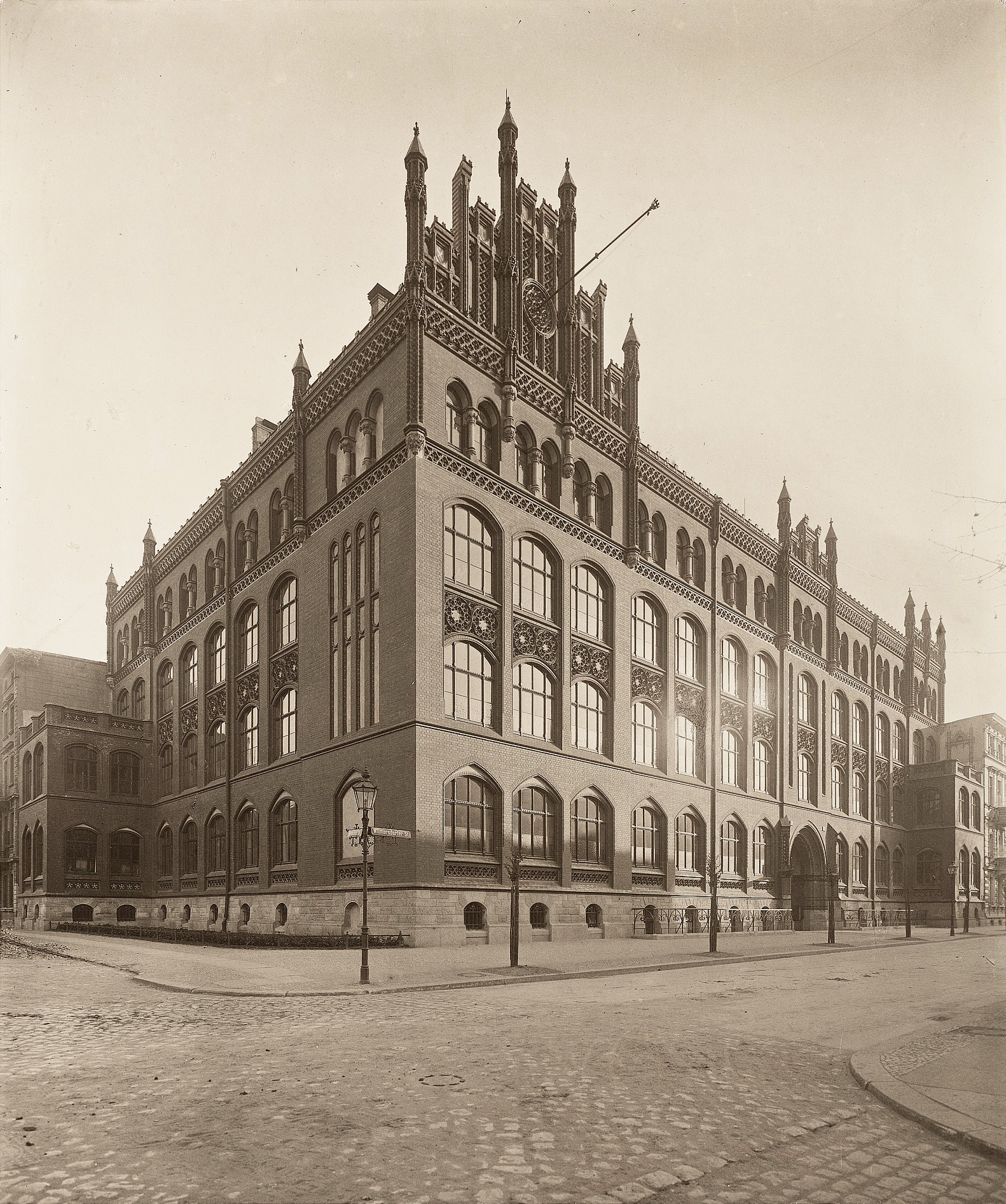
Im Gebäude der Kunstgewerbe- und Handwerkerschule (hier kurz nach der Fertigstellung) war auch die Volksbibliothek und Lesehalle untergebracht.

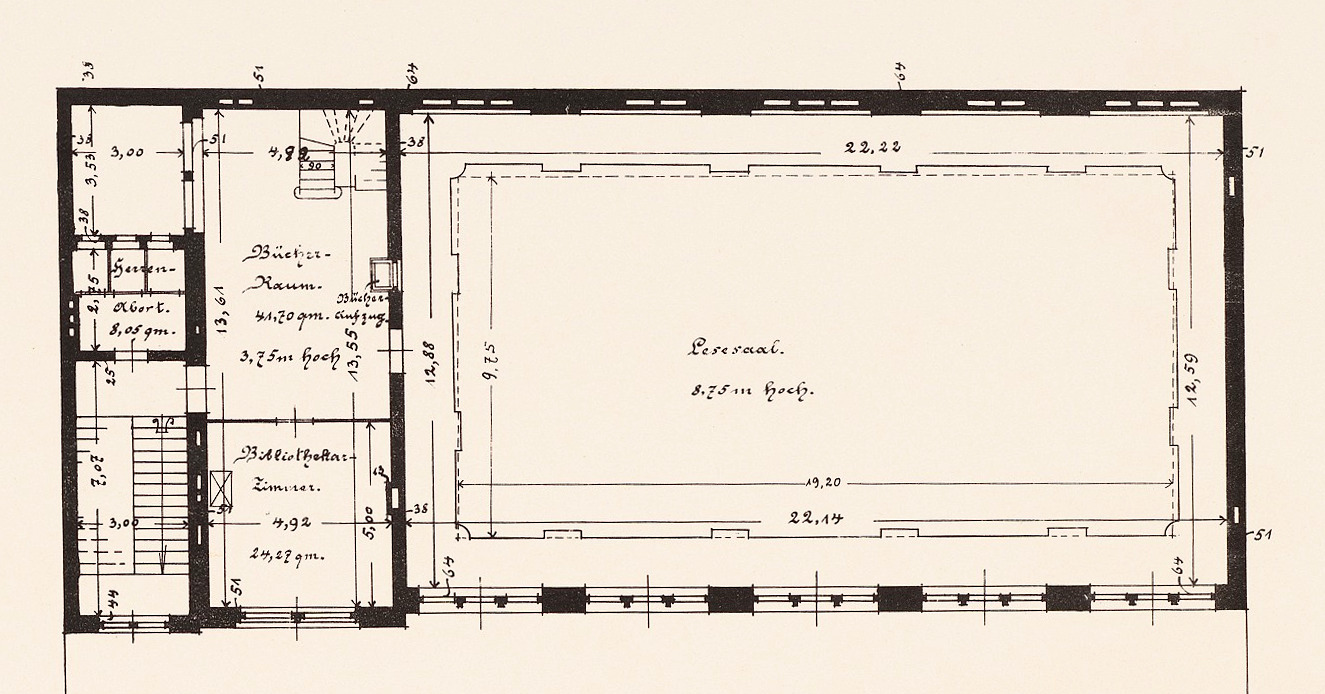
Grundriss des Quergebäudes mit der Volksbibliothek und ihrer großen Lesehalle

Bibliothek und Lesesaal im Quergebäude der Kunstgewerbe- und Handwerkerschule befanden sich in einem großen Raum mit umlaufenden Galerien. Er hatte die Grundfläche von rund 280 m² und erstreckte sich vom 1. Stock mit zwei übereinanderliegenden Galerien. In 8,75 m Höhe überspannte eine große Glasdecke die rund 100 Leseplätze.
Die etwas unrepräsentative Lage im Hinterhof-Flügel hatte den Vorteil, dass die Bibliothek durch die straßenseitigen Gebäudeteile der Kunstgewerbe- und Handwerkerschule vom Verkehrslärm und dem Geschäftstreiben abgeschirmt war.